# 28503 Angelazhang
28503 Angelazhang è un asteroide della fascia principale. Scoperto nel 2000, presenta un'orbita caratterizzata da un semiasse maggiore pari a 2,4093655 UA e da un'eccentricità di 0,1909163, inclinata di 2,31077° rispetto all'eclittica.